# Menesia eclectica
Menesia eclectica är en skalbaggsart som först beskrevs av Francis Polkinghorne Pascoe 1867.  Menesia eclectica ingår i släktet Menesia och familjen långhorningar.
Artens utbredningsområde är Sarawak. Inga underarter finns listade i Catalogue of Life.